# Smeringopus kalomo
Smeringopus kalomo is een spinnensoort in de familie van de trilspinnen (Pholcidae). De spin behoort tot het geslacht Smeringopus. De wetenschappelijke naam van de soort werd voor het eerst geldig gepubliceerd in 2012 door Huber.
De soort komt voor in Zuidelijk Afrika en Madagaskar. Het mannelijke holotype had een lengte van 6 millimeter.